# Бега Тарас Олександрович
Тарас Олександрович Бега (5 лютого 1983, м. Київ, СРСР) — український хокеїст, нападник. Майстер спорту.
Виступав за «Сокіл-2» (Київ), ХК «Київ», ХК «Тур», «Ред Скінс» (Швеція), «Хімік-СКА» (Новополоцьк), ХК «Брест», ХК «Гельсінгборг», «Беркут»/«Білий Барс» (Бровари), «Латгале» (Даугавпілс), «Беркут» (Київ), «Гірняк» (Казахстан), «Сокіл» (Київ).
У складі національної збірної України провів 3 матчі (0+0). У складі молодіжної збірної України учасник чемпіонатів світу 2002 (дивізіон I) і 2003 (дивізіон I). У складі юніорської збірної України учасник чемпіонатів світу 2000 і 2001.
Досягнення
- Чемпіон світу до 20-ти років у дивізіоні I (2003)
- Чемпіон України (2008), бронзовий призер (2012)
- Володар Кубка України (2007)
- Володар Кубка Казахстану (2010).